# Ладмівці
Ладмівці (Ладмовце; словац. Ladmovce) — село в окрузі Требішов Кошицького краю Словаччини. Площа села 11,32 км². Станом на 31 грудня 2016 року в селі проживало 313 жителів.

## Історія
Перші згадки про село датуються 1298 роком.

## Географія
Протікає Сомоторський канал.

## Населення
| Рік:            | 1994. | 2004.   | 2014.   | 2024.   |
| --------------- | ----- | ------- | ------- | ------- |
| Кількість осіб: | 389   | 356     | 325     | 305     |
| Різниця:        |       | -8,48 % | -8,70 % | -6,15 % |

| Рік:            | 2023. | 2024.   |
| --------------- | ----- | ------- |
| Кількість осіб: | 306   | 305     |
| Різниця:        |       | -0,32 % |